# CAFE
CAFE（英: corporate average fuel economy）とは、「企業（別）平均燃費」のことである。アメリカ合衆国では自動車製造企業ごとに企業平均の燃費を算定し、その燃費が基準値を下回らないように義務付けられている。

## アメリカでの概要
1970年代のオイルショックをきっかけに、各社の1978年モデルから導入された。米議会ではたびたび規制強化が検討されてきたが、ビッグスリーなど自動車業界が反発し、乗用車の基準は1990年モデル以降据え置かれていた。
基本的にアメリカ国内で販売される乗用車と商用車について燃費基準を定めたものであり、規制対象者はガソリンエンジンおよびディーゼルエンジンの自動車を製造している企業すべてである（テスラモーターズ等、電気自動車のみを製造している企業は免除される）。また、日本やドイツなど国外の企業についてもアメリカ国内で製品が販売されている企業は全て対象となり、アメリカ国内での走行を目的とする自動車の生産台数が対象となる。
自動車メーカーはそれぞれ自社製の平均燃費を算出し、基準を達成できなければ罰金が科されることになる。
対象機種は乗用車（定員10人以下。ミニバン、クロスオーバーSUVを含む）、ライトトラック（ピックアップトラック、バン、スポーツ・ユーティリティ・ビークル、スポーツ・ユーティリティ・トラックなど）である。ただし、国内外合計販売台数が1万台以下の企業は電気自動車を含んでもよいことになっている。
2007年までの基準は上述の理由もあり、乗用車が1ガロンあたり27.5マイル（1 L当たり約11.7 km）だったが、同年に成立した「新企業平均燃費」では2020年までに乗用車・トラックの燃費を1ガロンあたり35マイル（1 Lあたり約14.9 km）と約40 %も引き上げた。
しかし、2010年4月にアメリカ政府は2016年までに1ガロンあたり35.5マイル（1 Lあたり約15.1 km）へという基準に引き上げて2012年から採用することを正式発表したため、各社は今後、この基準をクリアーすべく開発を進めていくものと思われる。